# Cherish (sweet ARMSの曲)
「Cherish」（チェリッシュ）は、sweet ARMSの楽曲。森月キャスが作詞、宮崎誠が作曲を手掛けた。ユニットの3枚目のシングルとして2014年1月29日に日本コロムビアから発売された。

## 背景
収録は味里が最初に行ったが、自身初となるトップバッターのため不安を抱えており、歌い方も当初は力を込めていたためスタッフから注意されたことを明かしている。一方野水伊織もレコーディングに際し、メンバー全員の声質や歌い方が異なるため味里と同じく不安であったという。彼女はクラシマックス直前のフレーズをファルセットで歌うことを考えたが、スタッフから地声を薦められたという。

## 音楽性
本曲は、テレビアニメ『マケン姫っ!通』のオープニングテーマに起用された。タケルを巡る女性キャラクター達の「負けん気の強さ」が反映されたかっこいい曲で、歌詞にも各キャラクターと関連性のあるフレーズが盛り込まれている。なおAメロではリズムチェンジを引き立てるためピアノのパートを敢えて分けている。
PVは、メンバーによれば体が勝手に動くような感じでメンバー全員のパーソナルカラーが反映されているという。また本作はグループ初となるダンスを取り入れた映像のためこれを必死で覚えたという

## シングルリリース
2014年1月29日に日本コロムビアから発売された。sweet ARMSのシングルとしては、前作「デート・ア・ライブ」から8か月ぶりのリリースとなる。
販売形態は完全初回限定生産盤（COZC-828/9）と通常盤（COCC-16831）の2種リリースで、初回盤には本曲のPV、メイキングとインタビューを収録したDVDが同梱されている。ジャケットには、同アニメの登場人物である櫛八イナホ、姫神コダマ、天谷春恋が描かれている。

## シングル収録内容
| #         | タイトル                                  | 作詞       | 作曲・編曲 | 時間  |
| --------- | ----------------------------------------- | ---------- | ---------- | ----- |
| 1.        | 「Cherish」                               | 森月キャス | 宮崎誠     | 3:52  |
| 2.        | 「LINK」                                  | Funta3     | Funta7     | 4:13  |
| 3.        | 「Cherish」(Another Version)              | 森月キャス | 宮崎誠     | 4:07  |
| 4.        | 「Cherish」(Instrumental)                 |            |            | 3:52  |
| 5.        | 「LINK」(Instrumental)                    |            |            | 4:13  |
| 6.        | 「Cherish」(Another Version Instrumental) |            |            | 4:06  |
| 合計時間: | 合計時間:                                 | 合計時間:  | 合計時間:  | 24:23 |

| #  | タイトル                          | 作詞 | 作曲・編曲 |
| -- | --------------------------------- | ---- | ---------- |
| 1. | 「Cherish」(Music Video)          |      |            |
| 2. | 「Cherish」(Making and Interview) |      |            |

## チャート
| チャート（2014年）                | 最高位 |
| --------------------------------- | ------ |
| オリコン                          | 81     |
| Billboard JAPAN Hot Singles Sales | 100    |